# Cythère assiégée
Cythère assiégée est un opéra-comique en un acte de Charles-Simon Favart et Barthélemy-Christophe Fagan, représenté pour la première fois en 1738 à la foire Saint-Laurent, sous le titre Le Pouvoir de l'amour ou le Siège de Cythère. La pièce fut recréée à Bruxelles, au théâtre de la Monnaie, le 7 juillet 1748, par la troupe du maréchal de Saxe dirigée par Favart.
Christoph Willibald Gluck en donna une nouvelle version à Vienne en 1759, puis à Paris en 1775.